# Ryan Crocker

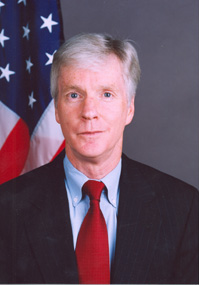
Ryan C. Crocker

Ryan Clark Crocker (ur. 19 czerwca 1949 w Spokane, Waszyngton) – amerykański dyplomata, ambasador Stanów Zjednoczonych w Kabulu w latach 2011 - 2012. 
Absolwent Whitman College w Walla Walla, wcześniej pracował w amerykańskim konsulacie w Chorramszahrze, a następnie służył jako ambasador w wielu państwach Bliskiego Wschodu.